# 小浜景隆
小浜 景隆（おはま かげたか）は、戦国時代から安土桃山時代にかけての海賊。志摩国出身で、後に武田信玄、徳川家康に仕えた水軍の将である。

## 生涯
小浜衆はもと答志郡小浜村（現在の鳥羽市小浜町）に本拠を置き、伊勢湾に勢力を持っていた海賊の頭目で、伊勢国司の北畠家に属した。景隆は大型の軍船である安宅船を持ち、北畠家の海賊衆を束ねていたが、織田信長の援助を受けて志摩国統一を狙う九鬼嘉隆に敗れ、伊勢湾を追われた。
元亀2年（1571年）、武田水軍創設にあたって武田信玄の家臣・土屋貞綱に招聘され、信玄の家臣として仕える。安宅船1艘、小舟15艘持の船大将となる。信玄没後は武田勝頼に仕えた。天正10年（1582年）3月に武田家が滅亡すると、徳川家康の船大将として仕え、駿河国内で1500石与えられた。その後は向井正綱･間宮高則とらとともに本多重次の指揮下にあって水陸両戦に活躍し、特に小牧・長久手の戦いでは海上から羽柴秀吉を苦しめた。天正18年（1590年）の家康の関東移封後は相模・上総で3000石を与えられるとともに、江戸湾への入口である相模国三浦郡三崎村（現在の神奈川県三浦市三崎町三崎）に駐屯し、三崎四人衆の筆頭として、向井氏・間宮氏・千賀氏とともに重きをなした。向井正綱の知行地が2000石であるから、小浜景隆は三崎衆の筆頭として迎えられたとみてよい。ところが景隆は三崎四人衆の中で最も早く没し、関ヶ原の戦いに参戦したのは子の光隆である。小浜景隆の三崎邸は、旧三崎城主北条氏規の家臣・南条昌治（南条氏）の邸址で、現在の曹洞宗本瑞寺が建つ地と伝える。慶長2年（1597年）に死去した。享年58。